# Беркович Євгенія Борисівна
Євгенія Борисівна Беркович (більш відома як Женя Беркович; нар. 29 квітня 1985, Ленінград, Російська РФСР, СРСР) — російська театральна режисерка, поетеса, учасниця «Сьомої студії». Фігурантка «Театральної справи».

## Життєпис
У 2007 році закінчила Санкт-Петербурзьку академію театрального мистецтва за спеціальністю «театрознавець — менеджер». З 2003 по 2008 роки працювала в Театрі юнацької творчості в Санкт-Петербурзі як режисер-педагог. У 2008 році вступила до Школи-студії МХАТ за спеціальністю «режисура» на курс Кирила Серебреннікова. Під час навчання разом із режисерами Іллею Шагаловим, Максимом Мишанським та Олександром Созоновим брала участь у роботі над поетичним перформансом «Червона гілка [Поезія мегаполісу]», показаним у ЦСМ « Винзавод».
Як дипломну роботу поставила виставу «Жаворонок» за однойменною п'єсою Жана Ануя в МХТ (2012), де суд над Жанною д'Арк стає метафорою російського правосуддя.
У тому ж році в рамках проєкту «Платформа» у Центрі сучасного мистецтва «Винзавод» поставила російську прем'єру опери Сергія Невського «Autland», засновану на текстах та віршах аутистів; постановка викликала суперечливі відгуки критики: Олена Карась у «Російській газеті» побачила в режисурі Жені Беркович «наївне, але точне відображення» музики Невського, тоді як Петро Поспєлов у «Відомостях» побачив у виставі «не дуже плоску драматургію режисуру». Неоднозначно було зустрінуто й наступну роботу Берковича — спектакль «Людина, яка не працювала. Суд над Йосипом Бродським» (2012), основу якого склали вірші Бродського та зроблений Фрідою Вігдоровою запис судового процесу над ним. Серед наступних постановок Беркович увагу театральної громадськості привернула вистава «Сонячна лінія» за однойменною п'єсою Івана Вирипаєва на Новій сцені Александринського театру в Санкт-Петербурзі (2018), яка також не уникла жорстких претензій критики.
4 травня 2023 року в аеропорту Внуково в Москві затримали Женю Беркович та Світлану Петрійчук. Спочатку їх допитали у Слідчому комітеті РФ у статусі свідків. Пізно ввечері адвокати повідомили, що їхнім підзахисним висунули звинувачення, однак, ні Беркович, ні Петрійчук провину не визнали. Також 4 травня до її матері Олени Ефрос та бабусі Ніни Катерлі в Петербурзі силовики також прийшли з обшуком, коли повідомили про порушення кримінальної справи за статтею про «виправдання тероризму» (ч. 2 ст. 205.2 КК РФ). Приводом для цих дій стала вистава режисерки «Фініст Ясний Сокіл» — номінант «Золотої маски», лауреат премії «Сноба», «Реального театру» та інших театральних премій. Замоскворецький суд Москви обрав запобіжний захід для режисерки Жені Беркович та сценаристки Світлани Петрійчук. Перед приміщенням суду напередодні засідання зібралися десятки людей. Адвокати затриманих просив суд відмовити слідству та обрати обом як запобіжний захід домашній арешт або призначити заставу. За рішенням суду вони залишаться в СІЗО до 4 липня 2023 року.

## Роботи

### Режисерка театру
Вистави

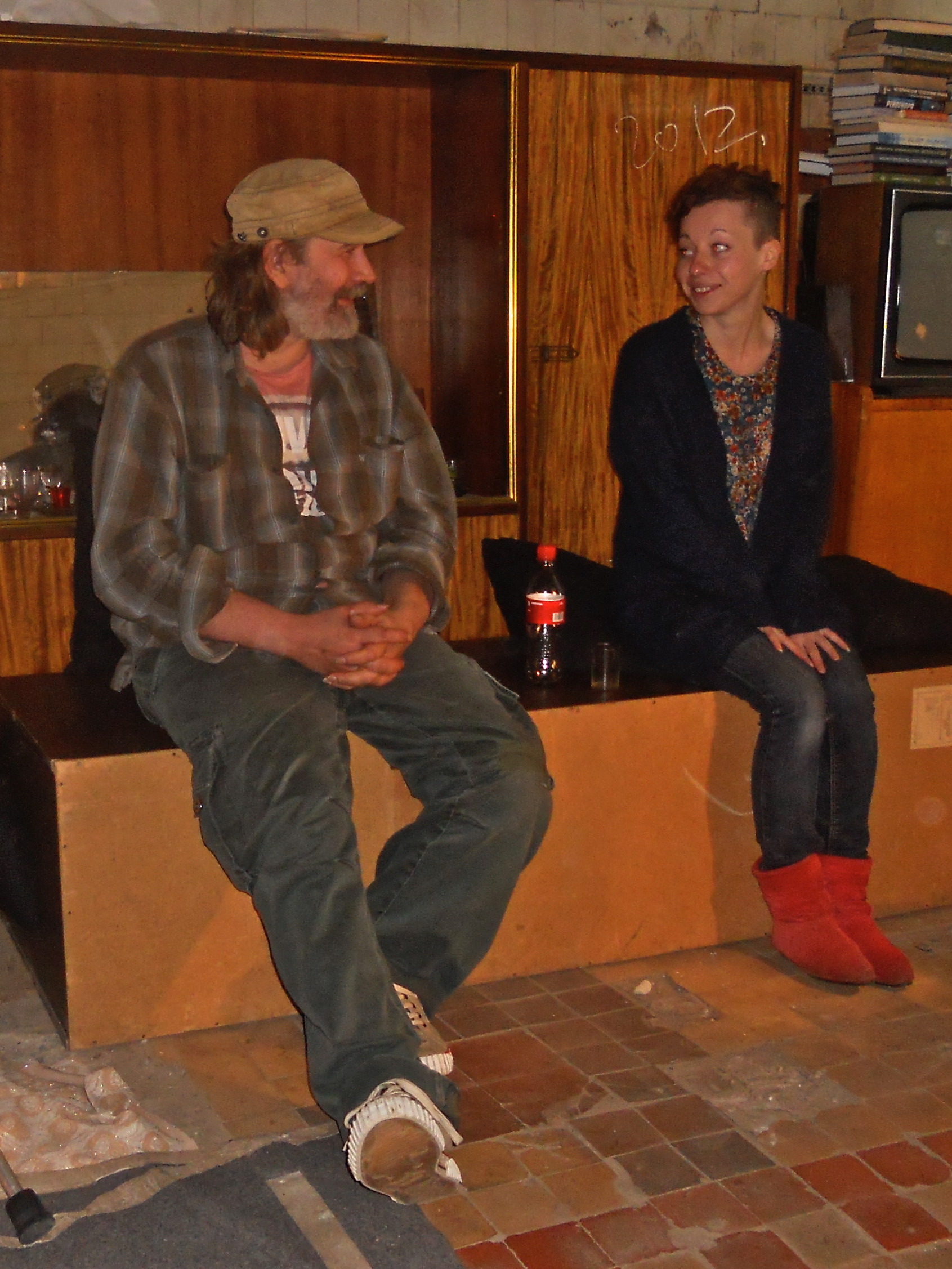
Драматург Вадим Лєванов та Євгенія Беркович після вистави «Геронтофобія» у великому вино сховищі ЦСМ « Винзавод».

- «Людина, яка не працювала. Суд над Йосипом Бродським»
- «Російська красуня», Москва, Гоголь-Центр
- «Марина», Москва, Гоголь-центр
- «Пінгвіни», МТЮЗ
- «Геронтофобія»
- «Жайворонок», МХТ ім. Чехова
- «Сонячна лінія», Санкт-Петербург, Александринський театр
- «Гамлет», Свердловський театр драми
- 2014 — «Вартовий собачка» за п'єсою Пера Виттенболса[nl], Театр юного глядача «СамАрт»
- 2019 — «Лічилка», Москва, Боярські палати[13].

Було оголошено, що 22 та 23 березня 2022 року — останні вистави вистави, оскільки у зв'язку з російським вторгненням в Україну авторка книги «Считалка», грузинська письменниця Тамта Мелашвілі, припинила співпрацю з російським театром.
- «Фініст ясний сокіл», незалежний театральний проєкт «Доньки СОСО».

У п'єсі, що ґрунтується на документальних джерелах, розповідаються історії жінок, які вийшли заміж за представників ісламського фундаменталізму та переїжджали до Сирії. У 2022 році вистава була номінована на театральну премію «Золота маска» за чотирма номінаціями (драма, режисура Євгенії Беркович, костюми Ксенії Сорокіної, драматургія Світлани Петрійчук). Світлана Петрійчук та Ксенія Сорокіна стали лауреатками премії.
Прем'єра вистави відбулася у 2019 році, коли вона стала лауреатом «Золотої маски», отримала й інші театральні нагороди. А на початку травня 2023 року вистава стала підставою для порушення кримінальної справи про виправдання тероризму (ч. 2 ст. 205.2 КК).
- 2022 — «Наш скарб» за однойменною п'єсою Беркович, спільний проєкт простору «Всередині» та незалежної театральної компанії «Доньки СОСО»[18].

Перформанс
- 2009 — Поетичний перформанс «Червона гілка [Поезія мегаполісу]», Центр Сучасного Мистецтва Винзавод.

### Режисерка кіно
- 2014 — спільно з Олександром Кащеєвим «Якби я був», документальний фільм

### Акторська робота
- 2009 — «Cain/Каїн», вистава Театру Школи-студії МХАТ ім. Чехова, реж. Кирило Серебренніков.
- 2008 — «Станція», опера композитора Олексія Сюмака, реж. Кирило Серебренніков.

## Суспільно-політичні погляди
Висловилася на підтримку « Меморіалу» на церемонії вручення їй премії проєкту «Сноб». 24 лютого 2022 року повідомила про своє затримання за одиночний пікет із плакатом «Ні війні».
У травні 2022 року Євгенія Беркович написала пронизливий вірш про наслідки російського вторгнення в Україну, в якому згадала про цивільні жерти та руйнування в Бучі, Бородянці, Лисичанську та Маріуполі. Авторка назвала ці населені пункти «містами, яких більше немає». Свій вірш поетеса розмістила на особистій сторінці у Facebook. Публікація стала вірусною, зібравши понад 2 тисячі лайків і близько 500 репостів. Користувачі мережі відзначили, що рядки поетеси зворушили їх до сліз і нагадали, що не можна забувати про злочинну війну РФ проти України.

## Родина
Бабуся (по лінії матері) — Ніна Семенівна Катерлі, письменниця, публіцистка та правозахисниця.
Мати — Олена Михайлівна Ефрос, правозахисниця.
Батько — Борис (Ілля) Львович Беркович, поет, мешкає в Ізраїлі.
Сестра — Марія Борисівна Беркович (нар. 1985), сурдопедагог, педагог-дефектолог; живе у Санкт-Петербурзі.
Дві доньки, Ганна Беркович та Кіра Беркович. Чоловік — Микола Матвєєв, головний адміністратор незалежного театрального проєкту «Дочки СОСО».